# Epsom Derby

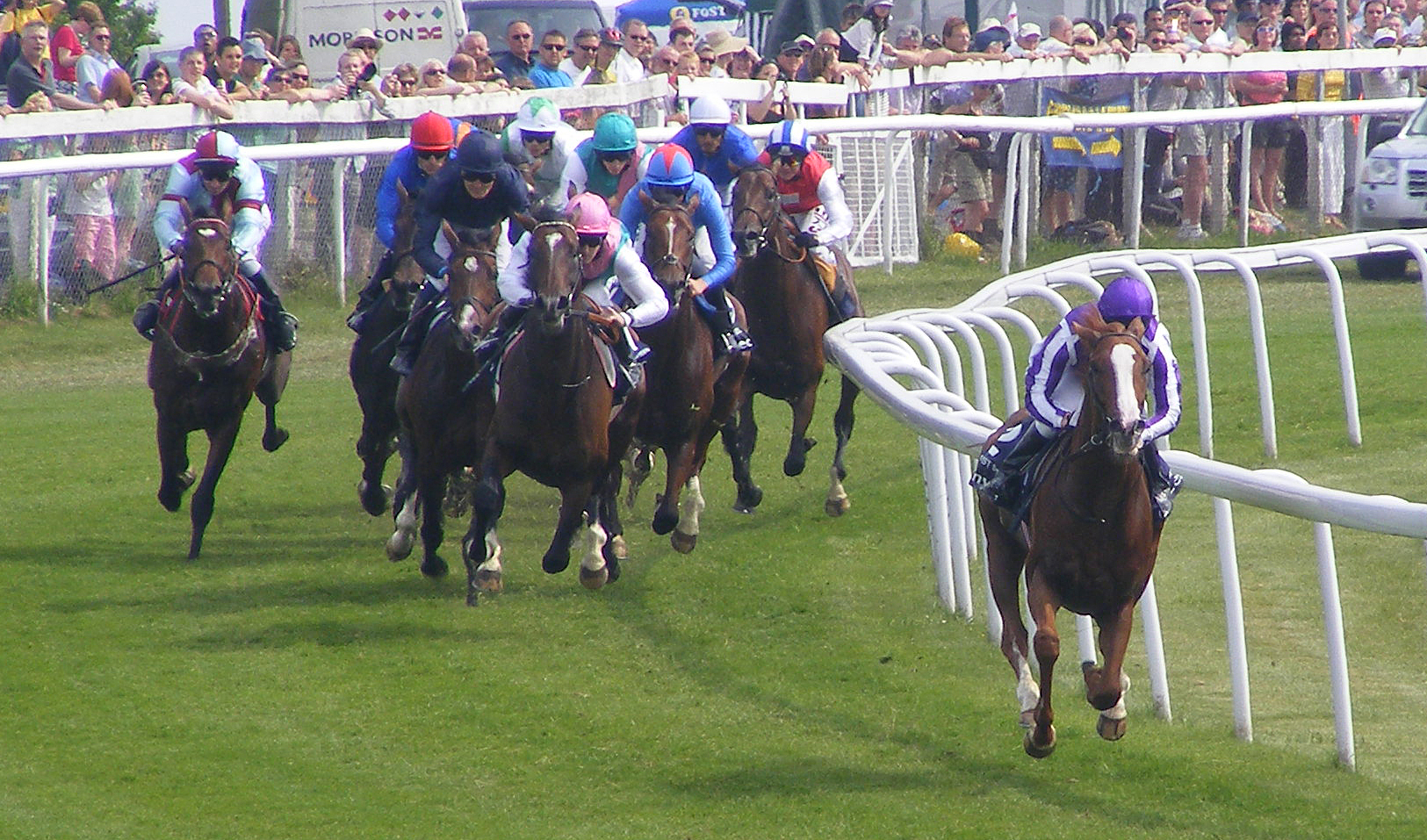
Epsom Derby 2010

De Epsom Derby of Derby Stakes is een bekende jaarlijkse paardenrace die op de renbaan Epsom Downs bij Epsom (Surrey) wordt gehouden en vernoemd is naar Edward Stanley, 12e Earl van Derby, die deze race in 1780 heeft ingevoerd.
De eerste editie van de Epsom Derby werd dat jaar gewonnen door jockey Sam Arnull op Diomed. De meest succesvolle deelnemer in de geschiedenis is Lester Piggott, die tussen 1954 en 1983 de race negenmaal wist te winnen.
De algemene term "derby" voor dit soort paardenraces is afkomstig van de Epsom Derby.

## Recente winnaars
- 2000: Sinndar
- 2001: Galileo
- 2002: High Chaparral
- 2003: Kris Kin
- 2004: North Light
- 2005: Motivator
- 2006: Sir Percy
- 2007: Authorized
- 2008: New Approach
- 2009: Sea the Stars
- 2010: Workforce
- 2011: Pour Moi
- 2012: Camelot
- 2013: Ruler of the World
- 2014: Australia
- 2015: Golden Horn
- 2016: Harzand
- 2017: Wings of Eagles
- 2018: Masar
- 2019: Anthony Van Dyck
- 2020: Serpentine
- 2021: Adayar
- 2022: Desert Crown
- 2023:	Auguste Rodin